# Suthivelu
Suthivelu (telugú: సుత్తి వేలు) (nació como Kurumaddali Lakshmi Narasimha Rao, el 7 de agosto de 1947 - 16 de septiembre de 2012) fue un popular actor de cine indio y comediante. Trabajó principalmente en el cine telugú y actuó en más de 200 películas.

## Premios
- Premio Nandi al Mejor Actor de Reparto - 1985 - Vandematharam

## Filmografía
| Año  | Título                          | Papel                    | Otras notas                  |
| ---- | ------------------------------- | ------------------------ | ---------------------------- |
| 2012 | All the Best                    |                          |                              |
| 2009 | Sasirekha Parinayam             |                          |                              |
| 2008 | One                             |                          |                              |
| 2007 | Andariki Vandanalu              |                          |                              |
| 2006 | Modati Cinema                   |                          |                              |
| 2006 | Veerabhadra                     |                          |                              |
| 2005 | Aa Naluguru                     |                          |                              |
| 2005 | Slokam                          |                          |                              |
| 2004 | Xtra                            |                          |                              |
|      | Maanikyam                       |                          |                              |
|      | Chillara Mogudu Allari Koduku   | Abogado                  |                              |
| 2002 | 123                             |                          |                              |
| 1996 | Pavithra Bandham                |                          |                              |
| 1995 | Anaganaga Oka Roju              |                          |                              |
| 1992 | Enti Bava Marinu                | Nakkalagudu Naga Bhupati | Padre de la Heroína          |
| 1991 | Aditya369                       | Agente de Policía        |                              |
|      | Chinababu                       |                          |                              |
|      | Sreenivasakalyanam              |                          |                              |
|      | Jebudonga                       |                          |                              |
|      | Khaidi No.786                   |                          |                              |
|      | Donga Pelli                     |                          |                              |
|      | Allari Pellam                   |                          |                              |
|      | Apoorva Sahodarulu              |                          |                              |
|      | Maranamrudangam                 |                          |                              |
|      | Repatipourulu                   |                          |                              |
|      | Chaitanya                       |                          |                              |
|      | Parthudu                        |                          |                              |
|      | Ladies Special                  |                          |                              |
|      | Deshamlo Dongalupaddaru         |                          |                              |
|      | Jaanakiramudu                   |                          |                              |
|      | Killer                          |                          |                              |
|      | Kalikaalam                      |                          |                              |
|      | Appula Appa Rao                 | Marido de Amaji          |                              |
|      | Edurinti Mogudu Pakkinti Pellam |                          |                              |
|      | Iddaru Pellala Muddula Police   | Marido de Kantamma       |                              |
| 1990 | Jayammu Nischayammu Raa!        | Jagan                    |                              |
| 1989 | Athaku Yamudu Ammayiki Mogudu   |                          |                              |
|      | Bandhuvulostunnaru Jagratha     |                          |                              |
|      | Hai Hai Nayaka                  | Sarabhalingam Master     |                              |
| 1988 | Yamudiki Mogudu                 | Vichitragupta            |                              |
|      | Chikkadu Dorakadu               |                          |                              |
|      | Chinni Krishnudu                |                          |                              |
|      | Choopulu Kalasina Shubhavela    |                          |                              |
|      | Jeevana Ganga                   |                          |                              |
|      | Sahasam Cheyara Dimbhaka        |                          |                              |
| 1987 | Donga Mogudu                    |                          |                              |
|      | Bhale Mogudu                    |                          |                              |
|      | Dabbevariki Chedu               |                          |                              |
| 1986 | Chantabbai                      | Ganapati                 |                              |
|      | Karu Diddina Kapuram            |                          |                              |
|      | Pratighatana                    | Agente de Policía        | Uno de sus papeles favoritos |
|      | Repati Pourulu                  |                          |                              |
| 1985 | Raktha Sindhuram                |                          |                              |
|      | Devalayam                       |                          |                              |
|      | Rendu Rella Aaru                |                          |                              |
| 1984 | Anandabhairavi                  |                          |                              |
|      | Babai Abbai                     |                          |                              |
|      | Srivariki Premalekha            | Ananda Rao               |                              |
| 1983 | Khaidi                          |                          |                              |
|      | Trisoolam                       |                          |                              |
|      | Palletoori Monagadu             |                          |                              |
|      | Adavallu Aligithe               |                          |                              |
|      | Puttadi Bomma                   |                          |                              |
|      | Rendu Jella Sita                |                          |                              |
| 1982 | Naalugustambhalata              |                          |                              |
|      | Mudda Mandaram                  | Recepcionista            | Debut en una película        |